# Gustav Rose
Gustav Rose (Berlim, 18 de março de 1798 – Berlim, 15 de julho de 1873) foi um mineralogista alemão, pioneiro na descrição de minerais contendo elementos do grupo dos lantanídeos. Ele foi presidente da Sociedade Geológica Alemã de 1863 a 1873.

## Vida
Ele nasceu em Berlim, filho do farmacologista Valentin Rose.
Rose formou-se na Universidade de Berlim, onde foi aluno do mineralogista Christian Samuel Weiss (1780-1856). Ele também estudou com o físico-químico sueco Jöns Jakob Berzelius (1779-1848) em Estocolmo . Enquanto estudava com Berzelius, Rose conheceu o químico alemão Eilhard Mitscherlich (1794-1863), com quem manteve uma amizade para toda a vida. Rose forneceu assistência para o desenvolvimento da lei do isomorfismo por Mitscherlich. Em 1826, ele se tornou professor associado de mineralogia em Berlim . Em 1829, com o naturalista alemão Alexander von Humboldt (1769-1859) e Christian Gottfried Ehrenberg (1795–1876), Rose participou de uma expedição científica por toda a Rússia Imperial . Na Rússia, realizou estudos mineralógicos nas montanhas Altai e Ural , bem como na região do Mar Cáspio . Em 1856 foi nomeado diretor do Royal Mineralogical Museum. De 1863 até sua morte, ele foi presidente da Sociedade Geológica Alemã.

## Pesquisa
Gustav Rose fez contribuições importantes nas áreas de petrologia e cristalografia, e é creditado pelo uso pioneiro do goniômetro reflexivo na Alemanha. Ele tinha um interesse particular na relação entre a forma cristalina e as propriedades físicas dos minerais. Ele é creditado por desenvolver um sistema mineral que era uma combinação de química, isomorfia e morfologia.
Rose conduziu estudos de quartzo , feldspatos , granitos e os componentes mineralógicos da rocha armadilha . Ele é lembrado pelas pesquisas sobre meteoritos e côndrulos (grãos encontrados em alguns tipos de meteoritos). Com Gustav Tschermak von Seysenegg (1836–1927) e Aristides Brezina (1848–1909), foi desenvolvido o sistema de "classificação Rose-Tschermak-Brezina" de meteoritos.
 

Ele identificou muitos minerais novos para a ciência, incluindo perovskita, nomeada em homenagem ao mineralogista russo Lev Aleksevich von Perovski (1792–1856). Um mineral rosado denominado roselita recebeu o nome de Rosa, e ele é responsável por cunhar os termos howardita e eucrita.